# Escut de Gimenells i el Pla de la Font
L'escut oficial de Gimenells i el Pla de la Font té el següent blasonament:
Escut caironat: d'or, un castell d'atzur obert sobremuntat d'una rosa de gules botonada d'argent amb 5 rodelles d'atzur, i barbada de sinople, i acostat de 2 fonts d'argent i d'atzur. Per timbre una corona mural de poble.

## Història
Va ser aprovat el 12 de juliol de 1996 i publicat en el DOGC el 2 d'agost de 1996.
L'escut d'aquest nou municipi, creat el 1991, representa els dos pobles que el formen: Gimenells és simbolitzat pel seu castell i una rosa, agafada de les armes dels Desvalls, senyors del poble; les dues fonts heràldiques a banda i banda del castell són el senyal parlant del Pla de la Font.